# Hotze Sytses Buwalda
Hotze Sytses Buwalda (Sint Jacobiparochie, 14 september 1915 – Sint Annaparochie, 5 februari 1994) was een Fries historicus en schrijver. Hij schreef zijn literatuur, diverse artikelen en boeken, in het Nederlands, Fries, Duits maar vooral in zijn eigen streektaal, het Bildts.
Hotze werd geboren als zoon van timmerknecht Sytze Buwalda en Tjitske van der Wal.  Hij volgde een opleiding tot onderwijzer. Op 31 oktober 1940 trouwde hij met Tietje Veenbaas te Sint Jacobiparochie. 

## Literair werk
Buwalda schreef een verscheidenheid aan artikelen in diverse bladen en kranten waaronder de Leeuwarder Courant, het Friesch Dagblad en de De Bildtse Post. Zijn eerste boek Woun op 'e weagen. It Bildt en syn biwenners dateert van 1946 en is in het Fries geschreven. Daarop verschenen diverse krantenartikelen en enkele boeken. In 1956 voltooide Buwalda het destijds onvoltooide vierluik Geschiedenis van Het Bildt van Hartman Sannes na diens overlijden. In 1957 maakte hij voor dit vierluik ook nog een registerboek genaamd Registers op H. Sannes Geschiedenis van Het Bildt. 
In 1996 komt het Woordeboek fan 't Bildts: en list fan toponimen uit, welke hij samen met A. van der Burg heeft opgesteld. Ook heeft hij met G. Meerburg en Y. Poortinga het in 1971 uitgegeven Frysk Wurdboek opgesteld. Verder heeft hij een studie verricht naar het ontstaan van zijn streektaal het Bildts. Zijn laatste geschreven werk was een artikel genaamd De Weedner (De Weduwnaar) gepubliceerd in de Leeuwarder Courant van 12 september 1991.
Hotze Buwalda overleed in februari 1994. Zijn zoon Sytse Hotze Buwalda heeft zijn werk voortgezet en het Bildtse woordenboek uitgebracht.

## Vernoeming
De Hotze Buwaldastraat in Sint Annaparochie is naar hem vernoemd.
- Gemeinsame Normdatei: 17199809X
- International Standard Name Identifier: 0000 0000 7902 1832
- Library of Congress Control Number: n80149291
- Nederlandse Thesaurus van Auteursnamen: 067735002
- Virtual International Authority File: 77623941
- WorldCat: E39PBJvcXFDHgdbmXPkM8VYpT3